# ザ・ディヴァイン・ウィングス・オブ・トラジディ
『ザ・ディヴァイン・ウィングス・オブ・トラジディ』（The Divine Wings Of Tragedy）は、アメリカ合衆国のプログレッシブ・メタル・バンド、シンフォニー・エックスが1996年に発表したスタジオ・アルバム。

## 概要
シンフォニー・エックスの3作目のスタジオ・アルバム。曲作りは1995年12月から開始され、翌1996年7月から8月の末にかけて地元のTRAX EASTスタジオ及びバンド所有のスタジオで録音された。表題曲のコーラスアレンジはロメオ/ピネーラの手による。
ネオクラシカルメタルの対極的な存在と言われていたグルーヴ・メタルの要素を取り入れるも、ロメオの作曲センスにより様式美と攻撃性を両立させた名盤と名高い。特に1曲目の「Of Sins and Shadows」のパンテラを髣髴とさせるヘヴィなギターリフと美麗なメロディの融和は象徴的。
アルバムのタイトル曲には、ヨハン・ゼバスティアン・バッハの ミサ曲 ロ短調（1749年）とグスタフ・ホルストの『惑星』（1914-16年）からの抜粋が含まれている 。その叙情的なテーマは、ジョン・ミルトンの『失楽園』（1667年）と『復楽園』（1671年）にインスパイアされたもので、ダンテ・アリギエーリの14世紀の叙事詩『神曲』の「地獄篇」への言及も含まれている。
「ザ・ウィッチング・アワー」のイントロでは、ヴォルフガング・アマデウス・モーツァルトの ピアノ・ソナタ第1番ハ長調K279（1774年）が引用されている。

## 収録曲
| #         | タイトル | 作詞 | 作曲                                 | 時間  |
| --------- | --- | --- | ------------------------------------ | ----- |
| 1.        | 「Of Sins and Shadows」(オブ・シンズ・アンド・シャドウズ)                                                       | トーマス・ミラー | マイケル・ロメオ, マイケル・ピネーラ | 4:58  |
| 2.        | 「Sea of Lies」(シー・オブ・ライズ)                                                                             | ラッセル・アレン | ロメオ, ピネーラ, ミラー             | 4:18  |
| 3.        | 「Out of the Ashes」(アウト・オブ・ジ・アッシズ)                                                                | アレン | ロメオ, ピネーラ, ミラー             | 3:40  |
| 4.        | 「The Accolade」(ジ・アコレイド)                                                                                | アレン | ロメオ, ピネーラ, ミラー             | 9:51  |
| 5.        | 「Pharaoh」(ファラオ)                                                                                           | アレン | Symphony X                           | 5:28  |
| 6.        | 「The Eyes of Medusa」(ジ・アイズ・オブ・メドューサ)                                                            | ミラー | ロメオ, ピネーラ, ミラー             | 5:26  |
| 7.        | 「The Witching Hour」(ザ・ウィッチング・アワー)                                                                 | アレン, ロメオ | ロメオ, ピネーラ                     | 4:15  |
| 8.        | 「The Divine Wings of Tragedy」(ザ・ディヴァイン・ウィングス・オブ・トラジディ - "(Part VII) Paradise Regained) | . - - (Part I) ロメオ, ピネーラ - (Part II)(インストゥルメンタル) - (Part III)ロメオ - (Part IV)ロメオ, ミラー - (Part V) ロメオ - (Part VI) (インストゥルメンタル) - (Part VII)アレン, ピネーラ | ロメオ, ピネーラ, ミラー             | 20:42 |
| 9.        | 「Candlelight Fantasia」(キャンドルライト・ファンタジア)                                                        | ミラー | ロメオ, ピネーラ                     | 6:45  |
| 合計時間: | 合計時間: | 合計時間: | 合計時間:                            | 65:23 |

※レコード盤ではトラック8、9は曲順が入れ替えられている。
※2004年にInside Out MusicからリリースされたEnhanced Special Editionにはスクリーンセーバ等PC用のコンテンツが収録されている。

## 参加ミュージシャン
- ラッセル・アレン (ボーカル)
- マイケル・ロメオ (ギター)
- トーマス・ミラー (ベース)
- ジェイソン・ルロ (ドラムス)
- マイケル・ピネーラ (キーボード)